# 9. november
9. november er dag 313 i året i den gregorianske kalender (dag 314 i skudår). Der er 52 dage tilbage af året.
Theodors dag. En kristen romersk soldat, som blev martyrdræbt i 306, efter han havde sat ild til afgudstemplet for Cybele.
I tysk sammenhæng kaldes 9. november undertiden Schicksalstag (dansk: Skæbnedag), da der på denne dag er faldet en række begivenheder, som indebar radikale vendepunkter og cæsurer i tysk historie. Udtrykket er først for alvor kommet i anvendelse, efter at Berlinmuren også var faldet på denne dag.

### Begivenheder
Født - Dødsfald
- 1494 - Medicierne mister magten i Firenze.
- 1641 - Ribe Ret fælder heksedom over Maren Splids fra byen.
- 1724 - Danmark får for første gang besøg af grønlændere. Der er to - Poq og Quiperoq.
- 1799 - Med et statskup i Frankrig indfører Napoleon Bonaparte ”Konsulatet” med sig selv som førstekonsul, fra 1802 på livstid. Forvaltningen bliver centraliseret og et mindre diktatur faktisk indført.
- 1888 - Marry Kelly bliver fundet død. Hun er den sidste kendte offer for morderen Jack the Ripper
- 1918 - Efter et mytteri blandt matroserne i Kiel og revolution i Berlin, bliver socialisten Friedrich Ebert rigskansler i Tyskland. Socialdemokraten Philipp Scheidemann udråber samme dag den tyske republik.
- 1921 - Albert Einstein tildeles Nobelprisen i fysik for sit arbejde om fotoelektrisk effekt.
- 1923 - I München nedkæmper politiet og regeringstropper Ølkælderkuppet og Hitler må i fængsel.
- 1937 - Japanske styrker erobrer Shanghai.
- 1938 - Krystalnatten: For første gang overgår diskriminationen af jøderne i Nazi-Tyskland til at være decideret forfølgelse. Synagoger brændes af og jøder får tæsk af SA-folk.
- 1944 - Forretningsstrøget Vestergade i Odense ødelægges ved sprængning af den tyske “Peter-gruppe”. Denne terrorgruppe har en forkærlighed for forretningsstrøg i de større danske provinsbyer.
- 1965 - Verdenshistoriens største strømsvigt rammer syv af USA's nordøstlige stater og Ontario i Canada. Omkring 30 millioner mennesker bliver berørt af strømafbrydelsen, der varer ved til dagen efter. Kun to personer mister livet som direkte følge af afbrydelsen.
- 1967 - Musikbladet ”Rolling Stone” udkommer for første gang.
- 1989 - Berlinmuren "falder" i løbet af aftenen og natten. Efter et TV-transmitteret pressemøde får Østberlins borgere det - fejlagtige - indtryk, at der er fri udrejse og de presser i store mængder DDR's grænsevagterne til at åbne grænsen, og de strømmer i tusindvis ind i Vestberlin, mens vestberlinere tager den modsatte tur.
- 1990 - Mary Robinson bliver Irlands første kvindelige præsident. Mary Robinson stiller op uden for partierne, men bliver støttet af Labour og det marxistiske parti.
- 1992 - En dansk lejesoldat på kroatisk side bliver det første danske offer i den jugoslaviske borgerkrig. Først flere uger senere bliver den 21-årige soldats familie underrettet.
- 1993 - Broen Stari Most, bygget omkring 1566/67 af tyrkerne i byen Mostar i Bosnien og Hercegovina, styrter sammen efter flere dages bombardement.
- 1994 - Et nyt grundstof, darmstadtium, opdages i Darmstadt, Tyskland.
- 2004 - Version 1.0 af web-browseren Mozilla Firefox frigives.
- 2005 - Selvmordsbomber udløses i tre hoteller i Jordans hovedstad Amman og dræber mindst 56 mennesker.

### Født
- 1542 - Anders Sørensen Vedel, dansk historiker, forfatter og præst (død 1616).
- 1818 - Ivan Turgenjev, russisk forfatter (død 1883).
- 1841 - Edvard 7., britisk konge (død 1910).
- 1847 - J.H. Nebelong, dansk organist (død 1931).
- 1865 - Valdemar Vedel, dansk forfatter og litteraturforsker (død 1942).
- 1878 - Povl Baumann, dansk arkitekt (død 1963).
- 1887 - Kaj Gottlob, dansk arkitekt (død 1976).
- 1895 - Hermod Lannung, dansk politiker (død 1996).
- 1897 - Arthur Jensen, dansk skuespiller (død 1981).
- 1902 - Paul la Cour, dansk forfatter, oversætter og politiker (død 1956).
- 1914 - Hedy Lamarr, østrigsk skuespillerinde (død 2000).
- 1915 - Sargent Shriver, amerikansk politiker (død 2011).
- 1918 - Spiro Agnew, amerikansk politiker og vicepræsident (død 1996).
- 1924 - Peter Dalhoff-Nielsen, dansk journalist (død 2008).
- 1929 - Imre Kertész, ungarsk forfatter (død 2016).
- 1934 - Carl Sagan, amerikansk astronom og astrobiolog (død 1996).
- 1936 - Mikhail Tal, lettisk skakspiller (død 1992).
- 1938 - Yvon Chouinard, amerikansk bjergbestiger og grundlægger af outdoor-brandet Patagonia.
- 1942 - Edward Sexton, britisk skrædder.
- 1948 - Bille August, dansk filminstruktør.
- 1954 - Mette Ejsing, dansk operasanger.
- 1959 - Jens Christian Grøndahl, dansk forfatter.
- 1960 - Andreas Brehme, tysk fodboldspiller.
- 1960 - Hilmer Hassig, dansk guitarist (død 2008).
- 1970 - Jacob Hansen, dansk sanger, guitarist og musikproducer.
- 1973 - Søren Andersen, dansk guitarist og musikproducer.
- 1974 - Alessandro Del Piero, italiensk fodboldspiller.
- 1979 - Casper Ankergren, dansk fodboldspiller.

### Dødsfald
- 1848 - Robert Blum skydes i Wien, hvilket bliver begyndelsen til enden for den nationalliberale Martsrevolution i Tyskland.
- 1937 - Ramsay MacDonald, engelsk politiker og premierminister (født 1866).
- 1940 - Neville Chamberlain, engelsk politiker og premierminister (født 1869).
- 1953 - Dylan Thomas, walisisk forfatter (født 1914).
- 1968 - Jan Johansson, svensk jazzpianist og komponist (Pippi Langstrømpe) (født 1931).
- 1970 - Charles de Gaulle, præsident i Frankrig 1958-69 (født 1890).
- 1991 - Yves Montand, fransk skuespiller og sanger (født 1921).
- 1993 - Niels E. Nielsen, dansk science-fictionforfatter (født 1924).
- 2005 - K. R. Narayanan, Indiens første kasteløse (Dalit) præsident 1997-2002 (født 1921).
- 2006 - Ed Bradley, amerikansk journalist fra 60 Minutes (født 1941).
- 2006   - Markus Wolf, østtysk spionchef (født 1923).
- 2008 - Miriam Makeba, sydafrikansk sangerinde (født 1932).

|  | Denne datoartikel kan blive bedre, hvis der indsættes et (bedre) billede Du kan hjælpe ved at afsøge Wikimedia Commons for et passende billede eller uploade et godt billede til Wikimedia Commons iht. de tilladte licenser og indsætte det i artiklen. |